# Глава 10: Пассажир
«Глава́ 10: Пассажи́р» (англ. Chapter 10: The Passenger) — второй эпизод второго сезона американского телесериала «Мандалорец»,  действие которого разворачивается в медиафраншизе «Звёздные войны». Эпизод был снят и написан шоураннером сериала Джоном Фавро, поставлен Пейтоном Ридом и выпущен на стриминговом сервисе Disney+ 6 ноября 2020 года. В эпизоде Педро Паскаль играет роль Мандалорца, одинокого охотника за головами, находящегося в бегах с «Малышом».

## Сюжет
Возвращаясь с Мос Пелго, Мандалорец побеждает бандитов, которые пытаются захватить Малыша. Его спидер уничтожен, мандалорец возвращается в Мос-Эйсли и находит Пели Мотто, играющую в карты с доктором Мандиблом, у которого есть информация о мандалорцах.
Мандалорец должен доставить пассажирку, Леди-лягушку, на устьевую луну под названием Траск, где ее муж оплодотворит икру, и у него есть информация о других мандалорцах. Ее икринки хрупки, и их нужно перевозить на субсветовых скоростях, несмотря на риск подвергнуться нападению пиратов. Малыш тайком съедает несколько икринок. Они сталкиваются с патрулем Новой Республики, и Гребень Бритвы вынужден бежать на соседнюю планету и спрятаться в ледяном каньоне. Корабль проваливается сквозь лед и получает серьезные повреждения. Мандалорец хочет дождаться утра, чтобы произвести ремонт из-за сильного холода.
Леди-лягушка использует отрубленную голову дроида Q9-0 для перевода и говорит, что они не могут ждать, наказывая мандалорца за нарушение своего слова, и он неохотно начинает ремонт. Позже они находят Леди-лягушку в близлежащем бассейне с горячей водой, купающуюся со своими икринками. Мандалорец предупреждает ее, что это небезопасно, и забирает икринки. Ребенок исследует ледяную пещеру и находит еще один вид яиц, которые он съедает. Рядом вылупляются яйца, и вскоре пещера заполняется белыми пауками разных размеров. Их преследует скопление пауков, а затем на них нападает гигантский паук. Пауки окружают их со всех сторон, но им удается добраться до кабины корабля. Паук забирается на Ребенка, но Леди-лягушка испаряет его с помощью крошечного бластера.
Когда они взлетают, гигантский паук нападает на корабль и загоняет их в ловушку. Их спасают пилоты X-wing, которые убивают пауков огнем из бластеров. На мандалорца выдают ордер на арест за освобождение опасного заключённого, но они также отмечают, что мандалорец задержал трёх других преступников и защитил тюремного охранника, поэтому они готовы не обращать внимания на этот инцидент. Мандалорец просит их о помощи, но они уходят, предупредив, что в следующий раз могут испарить его корабль. Он заканчивает ремонт, и сильно поврежденный корабль продолжает путешествие. Пассажир и мандалорец засыпают, а Малыш, каким-то образом протащил еще одно яйцо, которое он с удовольствием съедает.

## Производство

### Разработка
Эпизод был написан создателем сериала Джоном Фавро и снят Пейтоном Ридом.
Бугристые белые пауки относятся к виду Krykna и созданы на основе концептуального искусства Ральфа Маккуорри. Изначально они должны были появиться на болотах планеты Дагоба в фильме «Звёздные войны. Эпизод V: Империя наносит ответный удар» (1980).
Фил Шостак, креативный арт-менеджер Lucasfilm, сравнил поедание Малышом яиц Леди-лягушки, с поеданием куриных яиц: «Но очевидно, что курицы не являются разумными существами, и ребенок, поедающий яйца, намеренно вызывает беспокойство для достижения комедийного эффекта».

### Подбор актёров
В этом эпизоде в качестве актеров второго плана снялись Эми Седарис, вернувшаяся в роли Пели Мотто, Мисти Росас в роли Леди-лягушки и Ричард Айоади, вернувшийся к озвучиванию дроида Q9-0. Дополнительные приглашенные актеры, сыгравшие главные роли в этом эпизоде: Пол Сун-Хён Ли в роли капитана Карсона Тевы и Дэйв Филони в роли Ловца Вульфа. Латиф Краудер, Барри Лоуин и Брендан Уэйн задействованы в качестве дублеров-каскадёров Мандалорца. Ди Брэдли Бейкер озвучил Леди-лягушку.

### Музыка
Людвиг Йоранссон написал музыкальную партитуру для этого эпизода. Композиции из эпизода были выпущены 20 ноября 2020 года в первом томе саундтрека второго сезона.

## Реакция
На сайте-агрегаторе Rotten Tomatoes эпизод получил рейтинг одобрения 85% на основе отзывов 53 критиков со средней оценкой 6,9/10. Консенсус критиков на сайте гласит: «В „Пассажире“ множество декораций, но зрители, которые ищут больше повествовательной динамики, могут найти его захватывающее вращение колес скорее разочаровывающим, чем забавным».
Лорен Морган из Entertainment Weekly дала эпизоду положительную оценку, написав: «Второй эпизод сезона по-прежнему остается довольно увлекательным сам по себе, поскольку аппетит малыша Йоды вызывает хаос, а Мандо обнаруживает, что Новая Республика у него на хвосте». Хью Фуллертон из Radio Times оценил эпизод на 3 балла из 5 и написал: «Хотя второй эпизод по-прежнему наполнен весельем, которого мы ожидаем от „Мандалорца“… это определенно меньшая, более самостоятельная история, поскольку Мандо (Педро Паскаль) отбивается от смертоносных ледяных пауков с ценным грузом».
Тайлер Херско из IndieWire поставил эпизоду оценку «C», похвалив его за подход, ориентированный на ужасы, но раскритиковав отсутствие динамики и развития персонажей. Купер Худ из Screen Rant назвал этот эпизод «разочаровывающим», заявив, что «он больше похож на эпизод-заполнитель, чем на эпизод, имеющий важное значение для повествования второго сезона «Мандалорца».
Леди-лягушка была положительно встречена фанатами. Хью Фуллертон из Radio Times критически отозвался о том, что персонажу не дали подходящего имени, что не соответствует традиции интересных имен персонажей во франшизе «Звездные войны».

## Комментарии
1. ↑  Планета - Мальдо Крайс, перевод с экрана дисплея корабля[2]. Ранее встречался в эпизоде «Глава 1: Мандалорец».
2. ↑  Как показано в эпизоде «Глава 6: Заключённый».